# ニジェール民主労働者総連合
ニジェール民主労働者総連合（ニジェールみんしゅろうどうしゃそうれんごう、フランス語: Confédération Démocratique des Travailleurs du Niger、CDTN）はニジェールの労働組合。ニジェール労働組合（USTN）から分裂する形で2000年12月に結成された。2010年6月現在の組合員数は約35,000人。国際労働組合総連合（ITUC）に加盟している。事務局長には ニジェール全国税務職員労働組合事務局長であり、かつてのニジェール労働組合執行部副議長のイスフ・シディベ（Issoufou Sidibé）が就任している。